# Erythrodolius speciosus
Erythrodolius speciosus là một loài tò vò trong họ Ichneumonidae.